# كأس تركيا 2013–14
كأس تركيا 2013–14 (بالتركية: 2013-14 Türkiye Kupası)‏ هو الموسم 52 من كأس تركيا. أقيم خلال الفترة 1 سبتمبر 2013 وحتى 7 مايو 2014، وأشرف على تنظيمه اتحاد تركيا لكرة القدم، وكان عدد الأندية المشاركة فيه 158، وفاز فيه غلطة سراي.